# Adolf Dammann

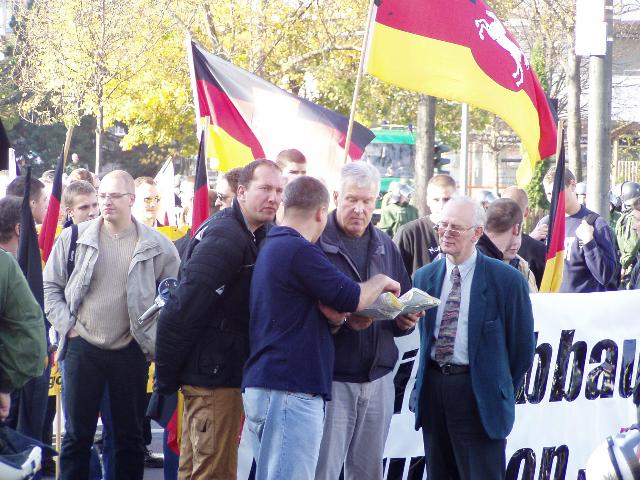
Adolf Dammann (mit Karte) als Organisator einer NPD-Kundgebung am 29. Oktober 2005 neben dem ehemaligen niedersächsischen NPD-Landesvorsitzenden Ulrich Eigenfeld (rechts)

Adolf Dammann (* 6. November 1939 in Stade) aus Buxtehude-Neukloster ist ein rechtsextremer Politiker der DRP und später der NPD in Niedersachsen. Er war 2009 bis 2011 Landesvorsitzender.

## Parteikarriere
Der Bankkaufmann Adolf Dammann trat als 18-Jähriger in die Deutsche Reichspartei ein, wurde noch 1959 Funktionär der DRP und ging 1964 mit zur NPD über. In den 1970er Jahren wirkte er als stellvertretender Landesvorsitzender der NPD in Niedersachsen und Leiter des Referates „Aktionen“ im Landesvorstand der NPD. 1985 war er im Landesvorstand der NPD als Referent für „Wirtschafts-, Sozial- und Finanzpolitik“ tätig, 1987 leitete er im Landesvorstand das Referat „Parlamentsarbeit“. Im selben Jahr wurde er Vorsitzender des neu gegründeten NPD-Bezirksverbandes Lüneburg. Seit April 1989 ist er mit kurzen Unterbrechungen stellvertretender Landesvorsitzender der NPD in Niedersachsen. Zur Bundestagswahl 2005 trat Dammann als Direktkandidat für die NPD im Wahlkreis Stade – Cuxhaven an. Bei den niedersächsischen Kommunalwahlen am 10. September 2006 errang Dammann das einzige Mandat für die NPD im Stader Kreistag.
Adolf Dammann löste am 24. Mai 2009 Ulrich Eigenfeld als Landesvorsitzender ab. Er war bis zu seiner Ablösung durch Christian Berisha am 22. Mai 2011 Vorsitzender der NPD Niedersachsen.

## Anmelder und Redner auf Kundgebungen rechtsextremer Parteien
Seitdem der Bankfilialleiter Dammann 2003 in Rente ging, trat er mehrfach als Redner auf Kundgebungen der NPD auf, so z. B. am 28. Februar 2004 in Osnabrück, am 20. März 2004 in Wilhelmshaven oder am 2. April 2005 in Verden. Bei einer Demonstration der NPD am 23. Oktober 2004 in Hannover fungierte er als Anmelder und Versammlungsleiter und beteiligte sich neben Dieter Riefling und Uwe Schäfer mit einer eigenen Rede und dem Verlesen einer Grußbotschaft von Thomas „Steiner“ Wulff.

## Immobilien
Dammann gehörte die 1999 abgebrannte Tagungsstätte „Kalte Zeit“ nahe Sulingen südlich von Bremen, die als Schulungszentrum der NPD genutzt wurde. Im Besitz von Adolf Dammann befindet sich weiterhin ein 1.600 Quadratmeter großes Grundstück im Ortszentrum von Bargstedt (Niedersachsen). In der „NPD-Scheune“ fanden häufiger Schulungen und Versammlungen der JN und der NPD, aber auch Kameradschafts- und Liederabende statt, bis der Landkreis Stade im Juli 2005 die Nutzung der Scheune als Versammlungsstätte aus baurechtlichen Gründen untersagte.

## Polizeiliche Ermittlungen und Strafverfahren
Bei einer Kranzniederlegung am Kriegerdenkmal von Himmelpforten am 15. Mai 2004 durch NPD-Mitglieder und Neonazis aus dem Spektrum der Freien Kameradschaften bedrohte Dammann den Pfarrer des Ortes, der zu einer Gegendemonstration aufgerufen hatte. Gegen Dammann wurde daraufhin wegen Aufforderung zu einer Straftat und Volksverhetzung ermittelt.
Am 10. Januar 2006 wurde Dammann wegen Beleidigung und Verunglimpfung des Staates und seiner Symbole vom Amtsgericht Stade zu einer Geldstrafe von 1.200 Euro verurteilt: Am 7. Februar 2007 wurde das Urteil im Berufungsverfahren vom Landgericht Stade teilweise  aufgehoben und die Gesamtstrafe auf 600 Euro reduziert.